# Димо Атанасов
Димо Атанасов Атанасов е български футболист, полузащитник, бивш младежки национал. Роден е на 24 октомври 1985 г. в Павликени. Висок е 178 cм и тежи 77 кг.

## Кариера
Юноша е на ОФК Павликени и е забелязан от хора на Локомотив (София) когато е едва на 15 години, но подписва с „железничарите“ през есента на 2003 г. С екипа на Локомотив (Сф) дебютира на 12 ноември 2003 г. срещу Сливен в мач реванш за купата на страната (3:0). В А група има 150 мача и 19 гола. Бронзов медалист през 2006/07 и 2007/08 г. с Локомотив (София).
Има 5 мача за купата на УЕФА за Локомотив (Сф). За младежкия национален отбор е изиграл 8 мача и е отбелязал 2 гола. Реализира гол в срещата с Украйна за квалификациите за ЕП-младежи до 21 години.
След отличните му изяви за младежкия национален тим на България имаше спекулации за негов трансфер в чужбина.

## Статистика по сезони
| Сезон    | Отбор          | Първенство | Мачове | Голове |
| -------- | -------------- | ---------- | ------ | ------ |
| 2001/02  | Павликени      | В група    | 11     | 3      |
| 2002/03  | Павликени      | В група    | 19     | 7      |
| 2003/04  | Локомотив (Сф) | А група    | 11     | 1      |
| 2004/05  | Локомотив (Сф) | А група    | 6      | 1      |
| 2005/06  | Локомотив (Сф) | А група    | 16     | 4      |
| 2006/07  | Локомотив (Сф) | А група    | 28     | 6      |
| 2007/08  | Локомотив (Сф) | А група    | 20     | 7      |
| 2008/09  | Локомотив (Сф) | А група    | 29     | 5      |
| 2009/10  | Локомотив (Сф) | А група    | 25     | 5      |
| 2010/ес. | Локомотив (Сф) | А група    | 10     | 3      |
| 2011/пр. | Лудогорец      | Б група    | 12     | 3      |
| 2011/ес. | Лудогорец      | А група    | 15     | 1      |
| 2012/пр. | Ботев Пловдив  | Б група    | 11     | 7      |